# Aleksander (Echevarria)
Aleksander, imię świeckie Francisco Echevarria (ur. 19 lutego 1956 w Genewie) – szwajcarski biskup prawosławny służący w jurysdykcji Rosyjskiego Kościoła Prawosławnego poza granicami Rosji.

## Życiorys
Pochodzi z mieszanej rodziny francusko-meksykańskiej wyznania rzymskokatolickiego. Jego matka pracowała jako katechetka. Równocześnie Francisco Echevarria jeszcze jako dziecko zaczął śpiewać w chórze parafialnym prawosławnego soboru Podwyższenia Krzyża Pańskiego w Genewie, zaś mając 17 lat dokonał konwersji na prawosławie, przyjmując dodatkowe imię Adrian, gdyż jego dotychczasowy święty patron nie jest czczony w Cerkwi. W 1981 r. ukończył studia w zakresie historii starożytnej na Uniwersytecie Genewskim. 
26 września 1996 r. został wyświęcony na diakona przez biskupa Vevey Ambrożego. Kolejne pół roku przebywał w monasterze Leśniańskiej Ikony Matki Bożej w Chavincourt-Provemont, gdzie uczył się praktycznej liturgiki. W marcu 1997 r. został wyświęcony na kapłana przez biskupa Ambrożego i skierowany do służby w soborze Podwyższenia Krzyża Pańskiego w Genewie. Regularnie służył również w cerkwiach św. Barbary w Vevey oraz w cerkwi Narodzenia Pańskiego w Lozannie, zaś w latach 2007–2011 także w cerkwi św. Aleksandra Newskiego w Pau. 
20 września 2018 r. ks. Echevarria został nominowany na biskupa Vevey, wikariusza eparchii genewskiej i zachodnioeuropejskiej. W związku z tą decyzją został 25 listopada 2018 r. postrzyżony na mnicha w monasterze św. Hioba Poczajowskiego pod Monachium przez arcybiskupa berlińskiego i niemieckiego Marka, przyjmując przy tym imię zakonne Aleksander na cześć św. Aleksandra z Bergamo. 2 grudnia 2018 r. w soborze w Monachium otrzymał godność archimandryty.
Jego chirotonia biskupia odbyła się 20 stycznia 2019 r. w soborze Podwyższenia Krzyża Pańskiego w Genewie pod przewodnictwem arcybiskupa berlińskiego i niemieckiego Marka.